# كورونا (شركة)
كورونا هي شركة مصرية تأسست عام 1919 من قبل «تومي خريستو» لتصبح أول شركة لإنتاج الحلويات والشوكولاتة بالسوق المصري.
وبعد ثورة 23 يوليو تم تأميم شركة في عام 1963 وتغيير اسمها إلى شركة الإسكندرية للحلويات والشوكولاتة وأصبحت ملك للقطاع العام في مصر. وفي عام 2000 تم خصخصتها مره أخرى حيث قام بشراءها المهندس/ سامي سعد «مجموعة شركات سونيد»